# Neptunea angulata
Neptunea angulata is een uitgestorven mariene huisjesslak uit de familie Buccinidae.

## Naam
De soortnaam werd in 1848 ingevoerd door Searles Valentine Wood Sr (1798-1880) als Trophon antiquum var. contrarium angulatum. Door andere inzichten in de taxonomie is de variëteit angulatum later als soort beschouwd die in het geslacht Neptunea werd geplaatst. Als gevolg van deze naamswijziging worden auteursnaam en datum nu tussen haakjes gezet. De soortaanduiding angulata heeft betrekking op de spiraalkielen die bij sommige exemplaren aanwezig zijn. Angulatus (Latijn) = hoekig. Dit komt op het hier afgebeelde exemplaar niet tot uiting.

## Beschrijving

### Schelpkenmerken
De schelp is linksgewonden, dikwandig en heeft bolle windingen. Er is een spitse top en een grote laatste winding die aan de onderkant in een vrij lang sifokanaal uitloopt. Er is een sculptuur van spiraalribben die in sterkte kan variëren van fijne tot zeer krachtig. De kleur van de schelp is zoals bij alle Noordhorensoorten meestal goed behouden en varieert aan de buitenkant van licht- tot donkerbruin. Geelbruine en roodbruine tinten komen ook voor. De binnenkant is witachtig. Door chemische beïnvloeding kan de schelp blauwzwarte tinten aannemen.
Afmetingen van de schelp
- Hoogte: tot ca. 110 mm
- Breedte: tot ca. 60 mm

### Habitat
Te oordelen aan de begeleidende andere mollusken in fauna's waarin Neptunea angulata voorkomt, lijkt de soort niet in ondiep water geleefd te hebben. Dit is in overeenstemming met het huidige voorkomen van andere, nog levende Neptunea-soorten.

### Voorkomen
Neptunea angulata is uitgestorven en komt dus niet meer in de levende fauna voor.

### Fossiel voorkomen
Deze soort is bekend uit het Plioceen van het Noordzeebekken. In de Nederlandse molluskenstratigrafie treedt de soort op in zones MOL-D1 en MOL-C. Uit andere zones is zij niet bekend. De afzettingen waarin deze soort voorkomt liggen dicht onder het oppervlak in België bij Antwerpen en in Engeland in East Anglia. In Nederland is Neptunea angulata uit vele grondboringen bekend en spoelt zij zeldzaam op de Zeeuwse stranden (bijvoorbeeld op de Kaloot) aan.

### Oorsprong
Neptunea heeft een langere geologische historie in de Grote Oceaan dan in de Atlantische Oceaan. Het oudste voorkomen in de Noordzee is in het Plioceen. Men neemt aan dat dit geslacht aan het begin van het Plioceen via de Beringstraat naar de Atlantische Oceaan gemigreerd is en zich daarna verder heeft verspreid. Tot dezelfde migratiegolf horen Acila cobboldiae, het Nonnetje, de Alikruik, de Strandgaper en hun verwanten.

### Opmerking
Lange tijd is de fossiele soort Neptunea angulata bekend geweest onder de naam Neptunea contraria. De laatste is echter een andere nog levende soort uit zeeën vooral Zuidelijker dan de Noordzee. Hoewel Neptunea contraria vaak als een synoniem voor Neptunea angulata wordt opgevoerd is dat dus onjuist.